# Opostirus exsectus
Opostirus exsectus là một loài bọ cánh cứng trong họ Zopheridae. Loài này được Kirsch miêu tả khoa học năm 1865.